# Francis Russell, 2:e earl av Bedford

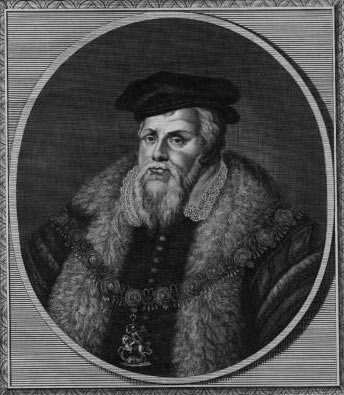
Francis Russell, 2:e earl av Bedford.

Francis Russell, 2:e earl av Bedford, född omkring 1527, död 1585, var en engelsk statsman, son till John Russell, 1:e earl av Bedford, far till sir William Russell.
Russell, som från 1550 förde titeln lord Russell, var ivrig protestant, hölls en tid fängslad under Maria Tudors regering och var sedan landsflyktig i Genève.
Elisabet intog honom i rådet, anlitade hans biträde vid den nya liturgins uppgörande och vid diplomatiska värv i Frankrike och Skottland.